# گورو پترسن
گورو پترسن (انگلیسی: Guro Pettersen؛ زادهٔ ۲۲ اوت ۱۹۹۱) بازیکن فوتبال اهل نروژ است که آخرین بار در سال ۲۰۲۴ در باشگاه ورزشی زنان وردر برمن عضویت داشت..
از باشگاه‌هایی که در آن بازی کرده است می‌توان به باشگاه فوتبال استابک اشاره کرد.
وی همچنین در تیم‌های ملی فوتبال زیر ۱۷ سال، زیر ۱۹ سال، زیر ۲۳ سال و زنان نروژ بازی کرده است در حالی که اولین بار در سی سالگی برای تیم بزرگسالان به میدان رفت.

## دوران باشگاهی
گورو پترسن کار خود را در فلویا در سال ۲۰۰۸ آغاز کرد و در سال ۲۰۱۲ به استابک و وولرنگا (دو دوره در هر کدام) منتقل شد. بین سال‌های ۲۰۰۷ تا ۲۰۱۴ او همچنین برای تیم‌های ملی نروژ در رده‌های سنی مختلف بازی کرد.
او اولین بار توجه رسانه‌های ملی را زمانی جلب کرد که در توییتر نوشت که باید به مدیر استابک «برخی از ویژگی‌های دیگرم» را نشان دهد تا اینگرید هیلمسته را به‌عنوان دروازه‌بان اصلی کنار بزند. این توییت به رابطه عاشقانه‌ای اشاره داشت که به‌طور فرضی بین مدیر استابک و یکی از بازیکنان دیگر وجود داشت. بر اساس گزارش‌ها، پترسن به‌طور ناخواسته این توجه را جلب کرد زیرا هک شده بود. او بلافاصله توسط فهرست مجلات مردان برای انجام عکس‌برداری مورد توجه قرار گرفت. او بعداً ادعا کرد که میزبانان یک پادکست فوتبال که او مهمان آن بود، از او پرسیدند که آیا تا به حال با یک فوتبالیست حرفه‌ای مرد خوابیده است یا خیر. این پادکست هرگز پخش نشد. پترسن در بحث‌ها دربارهٔ نابرابری جنسیتی در فوتبال شرکت کرد.
در زمستان ۲۰۱۷، در طول فصل غیررسمی نروژ، او به‌عنوان بازیکن قرضی به باشگاه دانمارکی فورتونا هیورینگ برای باقی‌مانده ۲۰۱۶–۱۷ لیگ دانمارک منتقل شد. او دو بار در آن فصل روی نیمکت نشست، اما نتوانست در هیورینگ تأثیری بگذارد و برای باقی‌مانده سال ۲۰۱۷ به آرنا بیورنار قرض داده شد.
قبل از فصل ۲۰۲۰، او به باشگاه سوئدی پیتیا پیوست. او این تصمیم را برای تلاش برای ورود به تیم ملی نروژ گرفت. او چندین بار در دهه ۲۰۱۰ به تیم ملی دعوت شد، اما آخرین بار در سال ۲۰۱۵، قبل از اینکه مارتین سیوگرن به‌عنوان سرمربی منصوب شود این اتفاق افتاده بود. او در سپتامبر ۲۰۲۰ در نهایت به تیم ملی دعوت شد.
در مه ۲۰۲۱، پترسن در جریان بازی برای پیتا، گلزنی کرد و توپ را از میانه میدان به سمت دروازه شوت کرد. در پایان فصل، او جایزه گل سال را در دریافت کرد. در آن زمان، ویدئوی توییتر گل او بیش از ۱۰۰٬۰۰۰ بار مشاهده شده بود. با این حال، او پس از پایان فصل، پیتیا را ترک کرد تا برای سومین بار به وولرنگا بپیوندد.
در ۱ فوریه ۲۰۲۴، پترسن به باشگاه بوندسلیگایی وردربرمن پیوست. وردربرمن او را به‌عنوان جایگزینی برای کاتالینا پرز که دچار آسیب‌دیدگی طولانی‌مدت شده بود، جذب کرد.

## دوران ملی
پترسن در ۷ آوریل ۲۰۲۲ نخستین بازی ملی خود را برای نروژ انجام داد.
پترسن بخشی از تیمی بود که به جام ملت‌های اروپای زنان ۲۰۲۲ صعود کرد.
در ۱۹ ژوئن ۲۰۲۳، او در ترکیب ۲۳ نفره نروژ برای جام جهانی فوتبال زنان ۲۰۲۳ قرار گرفت.